# Louis Azéma
Pour les articles homonymes, voir Azéma.
Louis Azéma, né à Agde le 24 mai 1876 et mort le 10 janvier 1963 à Montmorency (Val d'Oise), est un peintre et chanteur français.

## Biographie
Louis est le dernier de trois frères. Ses deux aînés Auguste (1868-1948) et Ernest (1871-1917) seront aussi artistes plasticiens. Il est admis dès 1892 à l'Ecole des Beaux-Arts de Montpellier puis, après une année d'étude, il intègre l'Ecole des Beaux-Arts de Paris. 
Doté d'une belle voix de basse, il entre simultanément au Conservatoire de Musique de Paris. Il obtient en 1900 le Premier Prix de Chant, de l'Opéra, et de l'Opéra Comique. Il est engagé de 1901 à 1902 à l'Opéra de Lyon puis entre comme première basse chantante dans la troupe du Théâtre National de l'Opéra Comique de Paris.  Sa carrière se poursuit avec succès jusqu'en 1935. Il prend de 1941 à 1942 la direction de la Société du Théâtre du Capitole de Toulouse. 
Élève de Gustave Moreau, de François Flameng et de Fernand Cormon, il expose au Salon des artistes français en 1911, 1912 et 1921 et obtient en 1921 la médaille d'or. Il est alors par la suite Hors-Concours. 
Toulouse marquera l'accomplissement de l'artiste, en devenant Président d'honneur du Salon des Artistes Français et du Salon des Artistes Occitans. 
Il est fait Chevalier de la Légion d'honneur (1925). 
Il est inhumé au cimetière du  Père-Lachaise (26e division).
L'Etat fit l'acquisition de plusieurs de ses œuvres. Le Musée Agathois Jules Baudou conserve quinze de ses toiles. Les musées de Sète, Toulouse, Montpellier, Béziers conservent aussi des œuvres de cet artiste oublié, mis en lumière avec ses deux frères lors d'une exposition tenue en 2009 à Agde : "Azéma, une famille d'artistes agathois".

## Œuvres
- Samson conduit à la meule, Pont-Audemer, musée Alfred-Canel

## Distinctions
- Chevalier de la Légion d'honneur en 1925[4].